# Петар Старчевић
Петар Н. Старчевић (1887, Срб, Лика — 1943, Владичин Хан) био је шеф жандармерије у Краљевини Југославији, земљопоседник, један од најугледнијих људи у Тетову, угоститељ.

## Биографија
Рођен је 1887. године у селу Срб у тадашњој Аустроугарској, у угледној учитељској породици као син Николе Старчевића чији преци су били граничарски официри одликовани високим аустријским одликовањима за одбрану монархије од напада Турака.
Након завршене гимназије одлучује да отпутује из земље. Борави у Немачкој а потом и Енглеској да би 1907. године отишао за Америку и настанио се у Њујорку. Тамо развија сопствени бизнис- приватно трговинско предузеће.
По избијању Првог светског рата, занесен патриотизмом, одлучује да помогне српској браћи у борби. Прелази Албанију и учествује у пробоју Солунског фронта. Одликован је Албанском споменицом и медаљом за храброст.
У Београду пролази обуку након које је произведен у жандарма. Постављен је за жандармеријског каплара у Тетову да би касније постао шеф Тетовске жандармерије. Био је пријатељ краља Петра I Карађорђевића. Важио је за једног од најугледнијих и најбогатијих људи Тетовског округа. Био је власник ресторана, винограда, фабрика.
У новембру 1943. године, након повлачења италијанске војске из Македоније, бугарска окупациона војска улази у Тетово и хапси Петра са десет најугледнијих грађана које одводе у Владичин хан и свирепо их убија. Због тога је у том месту подигнут споменик Десеторици тетовских мученика поред храма Св. Николаја Мирликијског. Сваке године се ту служи заупокојена литургија и помен недужно страдалим Тетовчанима.
По завршетку рата, имовина Петра Старчевића је конфискована.
Био је ожењен Крагујевчанком Селеном Анђелковић чија сестра Даница је била удата за белогардејца из старе руске породице Јакова Афанасјева (рођак теолога Николаја Афанасјева).
Петрова ћерка Олга је учитељица, аутор уџбеника за основне школе.